# Jason (stripauteur)
Jason, pseudoniem van John Arne Sæterøy (Molde, 1965), is een Noorse striptekenaar.

## Carrière
Jason debuteerde als tiener in het alternatieve stripblad KonK, waar onder andere ook Frode Øverli's Pondus in verscheen. Hierna besloot hij om een kunstopleiding te volgen. Daarna werd hij aanvankelijk illustrator met als bedoeling om als hobby strips te tekenen. Jason had echter weinig succes als illustrator en werd dan algauw voltijds striptekenaar. Zijn eerste album verscheen in 1995 en won meteen een Noorse stripprijs. Vanaf 1997 verscheen zijn stripreeks Mjau Mjau. Ondertussen tekende hij ook verscheidene one-shots, die verscheidene prijzen gewonnen hebben.
In 2007 verhuisde hij naar Montpellier om dichter bij zijn Franse uitgever te wonen.

## Erkenning
Jason kreeg zowel in 1995 als 2000 een Sproing-prisen voor beste Noorse stripalbum.
In 2001 ontving hij een Urhundenprijs voor beste in het Zweeds vertaalde stripalbum. In 2002 ontving Jason een Inkpot Award. Vervolgens kreeg Jason in 2002 een Harvey Award voor beste nieuwkomer. Jason ontving in 2007 een Eisner Award voor het album The Left Bank Gang in de categorie  Best U.S. Edition of International Material. Het jaar daarop won hij opnieuw een Eisner Award in dezelfde categorie voor het album I Killed Adolf Hitler. In 2009 won Jason opnieuw een Eisner Award in dezelfde categorie voor het album The Last Musketeer.